# Eldon (Washington)
Eldon az Amerikai Egyesült Államok északnyugati részén, Washington állam Mason megyéjében elhelyezkedő önkormányzat nélküli település.
Eldon postahivatala 1901 és 1925 között működött.